# Saint-Jean-de-Braye
Saint-Jean-de-Braye – miejscowość i gmina we Francji, w Regionie Centralnym, w departamencie Loiret.
Według danych na rok 1990 gminę zamieszkiwało 16 387 osób, a gęstość zaludnienia wynosiła 1196 osób/km² (wśród 1842 gmin Regionu Centralnego Saint-Jean-de-Braye plasowała się na 17. miejscu pod względem liczby ludności, natomiast pod względem powierzchni na miejscu 956.).

## Historia
- 451 – na wzgórzu Saint-Loup Attyla[1] założył obóz wojskowy;
- 1429 – podczas oblężenia Orleanu wojska angielskie wzniosły fortyfikacje, zburzone w tym samym roku;